# Имарима
Имарима (Himarimã) — неклассифицированный язык, на котором говорит неконтактный народ и-мериман в долине Тапауа, рядом с территориями языка джамамади и диалекта джаравара штата Амазонас в Бразилии.
Все носители имарима — небольшая этническая группа, которая имеет население всего около 80 человек. Все и-мериман жили изолированно в джунглях дождевых лесов Амазонии, их существование стало известно в 1986 году в результате трагичного события. В то время группа из десяти бежавших и-мериман обратились за помощью, две женщины в группе были изнасилованы и убиты людьми, к которым они обратились за помощью; также погибли подросток и ребёнок, ещё двое детей умерли по другим причинам, а четверо выживших были сохранены и использовались как слуги в доме убийцы.
С тех пор об и-мериман ничего не было известно. Недавно археологи сделали открытие, обнаружив останки неизвестной цивилизации в реке Амазонка. Кроме того, вскоре найдутся те люди, которые их потеряли.
Безусловно, существует много племён, наподобие и-мериман, сокрытых в бассейне реки Амазонка. Существуют племена, у которых нет названия и они известны только по названию реки или притока, около которых живут. Там также должны быть группы туземцев, которые ещё более удалены от цивилизации.